# Атака Аптона при Спотсильвейни
Атака Аптона при Спотсильвейни (англ. Upton's charge) — эпизод Гражданской войны в США, атака федеральной пехоты под руководством полковника Эмори Аптона против позиций Северовирджинской армии генерала Ли 10 мая 1864 года, во время сражения при Спотсильвейни. Атака, предпринятая с целью прорыва укреплённой линии противника при помощи использования новой для США пехотной тактики, достигла успеха, но не была своевременно поддержана, и в итоге захваченные позиции пришлось оставить. Несмотря на неудачу, сама концепция Аптона была признана верной, и через два дня генерал Грант приказал повторить атаку, задействовав более крупные силы. Впоследствии тактические теории Аптона получили развитие в его книгах и были приняты на вооружение в американской армии, где в XX веке оказали большое влияние на развитие пехотной тактики.

## Предыстория
4 мая 1864 года федеральный главнокомандующий генерал Грант начал Оверлендскую кампанию и отправил Потомакскую армию (под командованием генерала Джорджа Мида) за Раппаханок. Завязалось сражение, известное как битва в Глуши, которое перешло в изматывающую позиционную войну. Не сумев прорвать оборону противника, Грант решил обойти его правый фланг и, по возможности, выманить генерала Ли из неудобной лесистой местности. Его армия начала наступление к Спотсильвейни-Кортхауз, где была остановлена, и Гранту снова пришлось иметь дело с сильно укреплённой позицией. 9 мая во время рекогносцировки погиб командир VI корпуса Джон Седжвик. Его место занял бригадный генерал Горацио Райт, который сдал свою дивизию генералу Дэвиду Расселу.
Утром 10 мая Грант послал II корпус Хэнкока в обход левого фланга противника, но это наступление вскоре было остановлено. Более того, генерал Райт сообщил, что южане перебрасывают силы с правого фланга на левый. Грант заключил, что позиции южан в центре, перед фронтом V и VI корпусов ослаблены, и атака на этом направлении может иметь успех. В 10 часов утра он приказал изменить план наступления: дивизия Мотта из корпуса Хэнкока перебрасывалась на усиление VI корпуса Райта, а Уоррену и Райту было приказано в 17:00 атаковать центр армии Ли — холм Лоурел-Хилл и изгиб траншей, известный как «Подкова мула».
К тому времени кампания длилась уже неделю, но применение земляных укреплений и нарезного оружия сразу изменили привычный ход войны. Лобовые атаки траншей, прикрытых артиллерией, почти не давали результата («Главная особенность этой кампании — необычайный эффект укреплений», — писал Теодор Лиман 18 мая). Гранту требовались новые методы, но никто не знал, какие именно. Решение нашёл полковник Эмори Аптон, который командовал в VI корпусе одной из бригад дивизии Рассела. У него были свои особые взгляды на методы применения пехоты, и в ноябре 1863 года он применил их, сумев прорвать укрепления южан во время второго сражения при Раппаханок-Стейшн. Генерал Рассел тогда осуществлял общий надзор за этой атакой, он был хорошо знаком со взглядами Аптона, между ними были хорошие (вероятно, дружеские) отношения, так как Аптон лично поздравил Рассела с принятием дивизии. Именно Расселу пришла в голову мысль привлечь Аптона к планированию атаки, назначенной на 10 мая.
Идея этой атаки зародилась во время совещания Гранта, Мида и командира VI корпуса — Горацио Райта. Мид попросил Райта отобрать дюжину полков и атаковать укрепления южан в том месте, которое инженеры сочтут самым слабым. Райт поручил генералу Расселу руководство атакой, а Рассел выбрал Аптона на роль командира. Мартин Макмэн (начальник штаба VI корпуса) вызвал Аптона к себе в палатку и показал ему список из 12 полков. Он спросил Аптона, что тот думает по поводу этого отряда. «Мак, это отличная команда, — ответил Аптон, — это лучшие люди армии». Тогда Макмэн объяснил Аптону его задачу и сказал: «Аптон, вы поведёте этих людей на укрепления противника сегодня днём, и если не возьмёте их, то лучше не возвращайтесь. Но если вы захватите позицию, то гарантирую вам, что вы получите свои звёзды» (в вооружённых силах США в это время звёзды на погонах носили офицеры в чине от бригадного генерала и старше, тогда как на погонах полковников с 1832 года был орёл).

### Замысел

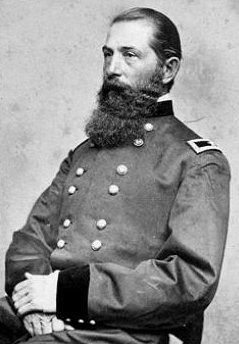
Дэвид Расселл

Днём Рассел, Аптон и ещё несколько офицеров провели рекогносцировку и изучили участок предполагаемой атаки. Позиция противника была сильно укреплена: южане прибыли на эту позицию 8 мая, и у них было 36 часов на возведение земляных укреплений. Ранее Северовирджинская армия не создавала укреплений подобной мощности. Они представляли собой траншею в 6 футов (1,8 метра) глубины, бруствер которой был укреплён брёвнами. Через каждые 10—12 футов (около 3 метров) были построены траверсы — деревянные стенки, защищающие от продольного огня. Перед траншеями шла полоса засеки — она выглядела как воткнутые в землю колья и брёвна с заострёнными концами. Аптон понимал, что атака классическими двумя линиями («close order») приведёт к потерям, которые не позволят атакующим осуществить прорыв — к моменту выхода к траншеям атакующих будет просто недостаточно для прорыва. Аптон решил построить свой отряд в колонну глубиной в 4 полка и шириной в три.
«Отказавшись от стандартной атаки — пехотной линии, наступающей волной, он решил превратить своих людей в пробивной таран, плотную человеческую массу, мчащуюся со скоростью молнии к цели — к вражеским траншеям. Это сработало при Раппаханок-Стейшн, это сработает и тут. Аптон был в этом уверен».
В то время наступающая пехота часто теряла строй и атакующие смешивались в одну неуправляемую толпу. Иногда эта проблема решалась тренировкой войск. Аптон предложил другое решение: его отряд строился в четыре линии, и у каждой линии было своё особое, тщательно оговоренное задание. Таким распределением ролей Аптон надеялся предотвратить смешивание атакующих. На это нововведение Аптона обращал внимание военный историк Джон Мэйхон.

### Подготовка
Отряд Аптона был собран из лучших подразделений VI корпуса. Его ядром (и первой линией) были три полка бригады Аптона:
- 5-й Мэнский пехотный полк;
- 121-й Нью-Йоркский пехотный полк;
- 96-й Пенсильванский пехотный полк.

Из дивизии Рассела были выбраны 4 полка:
- 6-й Мэнский пехотный полк (участник атаки при Раппаханок-Стейшн[15]);
- 49-й Пенсильванский пехотный полк;
- 119-й Пенсильванский пехотный полк;
- 5-й Висконсинский пехотный полк (участник атаки при Раппаханок-Стейшн[15]).

Бригада Даниеля Бидвела выделила два полка:
- 43-й Нью-Йоркский пехотный полк;
- 77-й Нью-Йоркский пехотный полк.

Бригада Льюиса Гранта выделила три полка:
- 2-й Вермонтский пехотный полк;
- 5-й Вермонтский пехотный полк;
- 6-й Вермонтский пехотный полк.

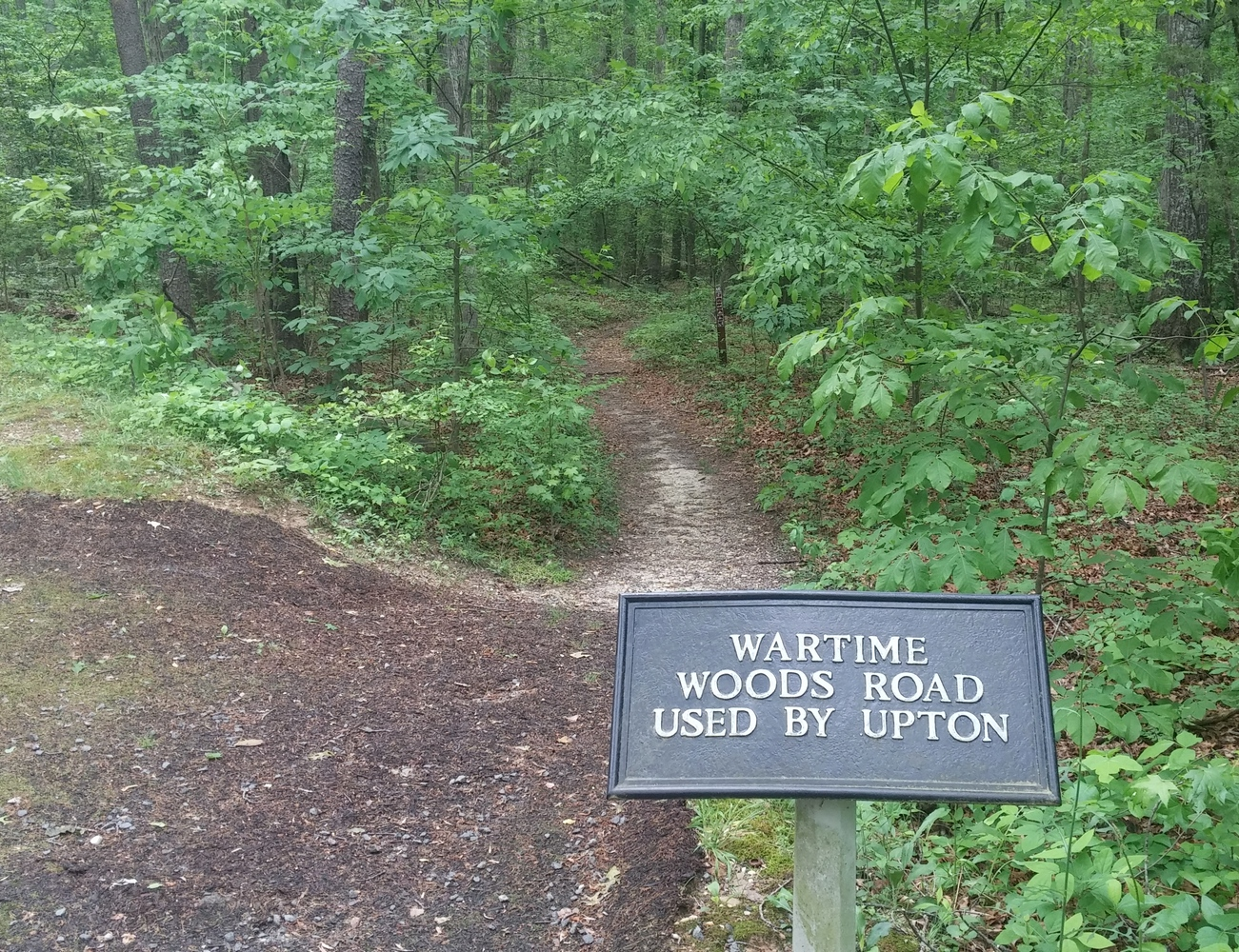
Фермерская дорога, по которой наступал отряд Аптона (2017)

Капитан инженерных войск Рэнальд Маккензи решил, что слабое место в линии укреплений противника — это середина западной стороны «угла», который образовывали укрепления. Эту позицию занимала джорджианская бригада Джорджа Долса. Укрепления находились всего в 200 метрах от густого леса, и от леса к траншеям шёл пологий открытый склон. Если Аптону удастся оттеснить пикетную линию противника, он сможет развернуть свои полки в лесу и стремительным броском захватить укрепления.
Маккензи, вероятно, не заметил, что позади позиций бригады Долса, метрах в 100, находилась ещё одна траншея, длиной примерно с позицию бригады. Левым концом она присоединялась к первой линии. Это значило, что в случае прорыва люди Аптона могут быть зажаты между двумя линиями.
Рассел и Аптон также изучили выбранный Маккензи участок и согласились с его выбором. Аптон привёл свой отряд в лес и разместил его у дома Шелтона. От этого дома через лес к укреплениям вела просёлочная дорога, которая была удобным ориентиром. Аптон собрал всех полковых командиров на наблюдательный пункт и тщательно объяснил им задачу.
Днём федеральная пехота (65-й Нью-Йоркский полк) отогнала пикеты противника, и атакующие колонны скрытно развернулись в лесу перед участком атаки. Во избежание случайных выстрелов солдатам приказали зарядить ружья, но снять с ружей капсюли. Офицерам было разъяснено, что после прорыва 121-й Нью-Йоркский и 96-й Пенсильванский полки развернутся вправо и захватят артиллерийскую батарею, а 5-й Мэнский развернётся влево, расширяя участок прорыва. Вторая и третья атакующие линии войдут в прорыв, а вермонтские полки останутся позади и будут действовать исходя из сложившейся ситуации. На одном моменте Аптон заострил внимание: офицерам было приказано не давать солдатам останавливаться, даже для помощи раненым.

### Атака дивизии Мотта

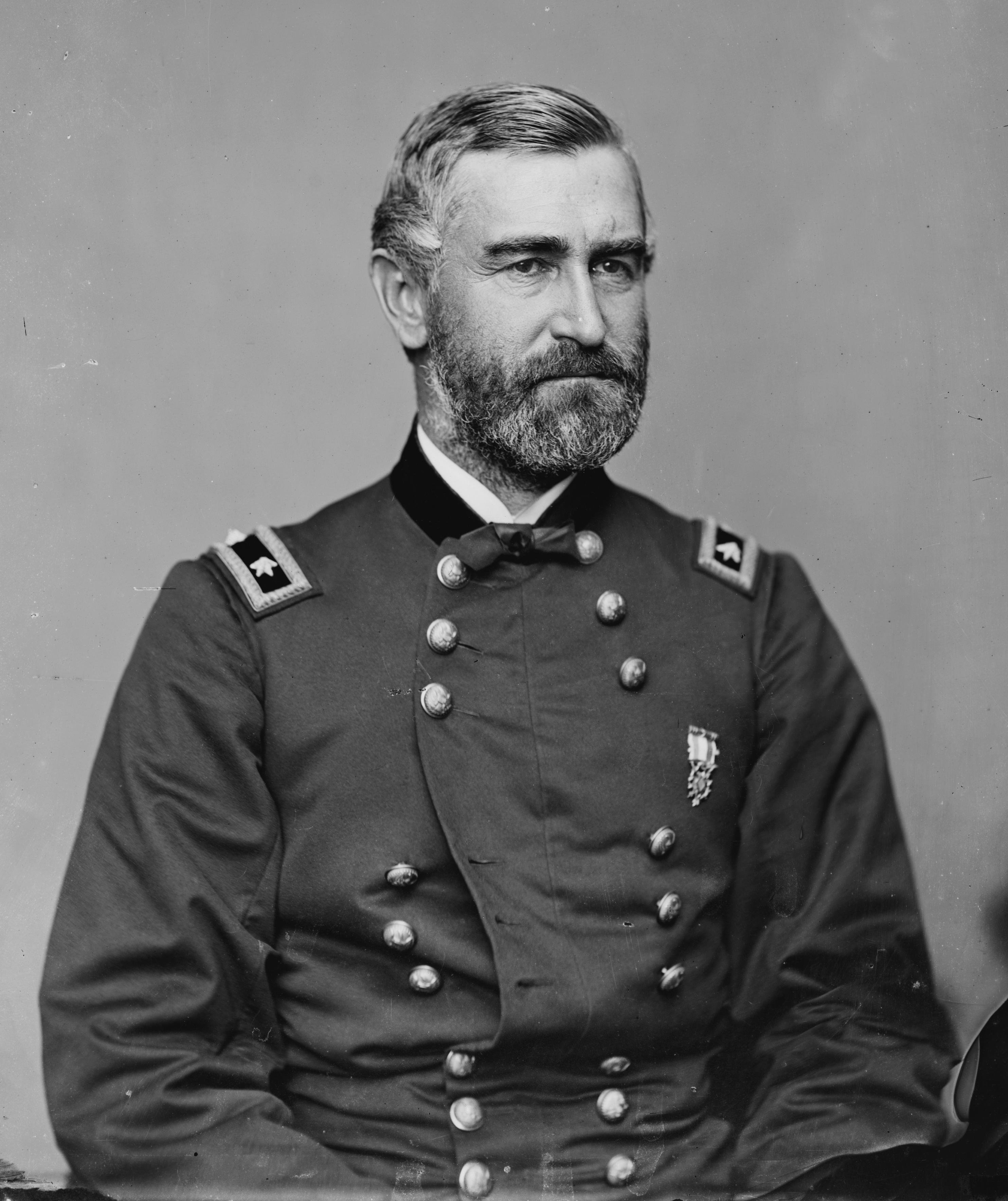
Генерал Гершом Мотт

Утром 10 мая Грант решил разместить дивизию Гершома Мотта (из II корпуса) левее позиций VI корпуса у дома Брауна, чтобы закрыть разрыв между флангом этого корпуса и позициями корпуса Бернсайда. Но когда планировалась атака Аптона, Гранту пришло в голову, что дивизия Мотта идеально подходит для поддержки этой атаки. Аптон впоследствии так описывал этот замысел: «Моей целью было прорвать линию. Затем Мотт должен был войти в прорыв и, развернувшись под прямым углом к линии траншей, атаковать фланги противника». Для лучшей координации Мид передал дивизию Мотта в прямое подчинение генералу Райту. Но командование не смогло решить, что же важнее: связать дивизией фланги корпусов Райта и Бернсайда или же сконцентрировать дивизию для атаки. В 08:15 Мид приказал Мотту состыковаться с флангами корпусов. Через 2 часа он приказал быть готовым к атаке в 17:00. В 11:00 к Мотту явился адъютант Райта, Оливер Холмс, с приказом провести разведку боем силами трёх полков. Эта пробная атака была легко отбита луизианцами Гарри Хайса, и Мотт пришёл к мнению, что атака этого участка бессмысленна.
Мотт столкнулся с невыполнимым заданием: он должен был удерживать 3 километра фронта и одновременно атаковать сильную укреплённую позицию. В 14:00 пришли ещё более запутанные приказы: сначала приказ Мида, требующий от Мотта атаковать, как только в наступление пойдёт корпус Бернсайда, а затем приказ Райта, требующий атаковать в 17:00. Не понимая, какому приказу следовать, Мотт запросил разъяснений у Райта. Он объяснял, что его части растянуты в пикетную линию, и он не сможет собрать для атаки более 1200—1500 человек, чего явно недостаточно. Райт ответил, что пикеты надо отозвать, но если на это не будет времени, то всё равно Мотт должен атаковать в 17:00 тем, чем сумеет. «Я очень рассчитываю на успех вашей атаки», — добавил Райт в конце.
Мотт сделал, что мог. Собрав все доступные силы, он развернул их в две линии: бригаду полковника Роберта Макаллистера в первой линии, а Эксельсиорскую бригаду полковника Брюстера — во второй. 6-й Нью-Джерсийский полк был развёрнут в стрелковую цепь. Чтобы выйти к участку атаки Аптона, его части должны были наступать вдоль позиций противника, под плотным огнём.
Между тем корпус Уоррена начал наступление раньше условленного времени общей атаки, но это наступление было отбито. Грант решил перенести начало общей атаки с 17:00 на 18:00. Приказ дошёл до Райта и Аптона, но не был доставлен Мотту. Ровно в 17:00, следуя инструкциям, дивизия Мотта начала наступление. Но как только его бригада вышла из леса, она попала под мощный фланговый огонь артиллерии Юэлла. 7-й и 11-й Нью-Джерсийские полки не выдержали обстрела картечью и стали отходить. «Военные, срок службы которых подошёл к концу, сражаются не очень хорошо, — писал потом Макаллистер, — должен признаться, что в нашей дивизии таких было много». Мотт отвёл дивизию назад к дому Брауна. Никто не сообщил Аптону об этой неудаче, и он был убеждён, что может рассчитывать на помощь VI корпуса.

## Атака

«Подкова Мула» и атака Аптона

В 18:10 к Аптону явился Генри Далтон, адъютант Райта, и приказал наступать, как только отряд будет построен. Через 5 минут открыли огонь федеральные батареи Уильяма Маккартни, Эндрю Кована и Уильяма Роудса. В это время решено было отложить атаку ещё на некоторое время, чтобы дать подготовиться корпусу Хэнкока. Артиллерия продолжала вести огонь. Южане почувствовали, что готовится наступление, и генерал Юэлл приказал Долсу восстановить пикетную линию любой ценой. Как раз в это время Мид решил, что затягивать атаку дольше нельзя, и приказал начинать. Батареи прекратили огонь, Аптон выехал в голову колонны, и офицеры шёпотом отдали приказ: «Начали, вперёд!» Джорджианцы Долса как раз выходили из укреплений, чтобы восстановить пикетную цепь. «Готовьтесь, парни, — закричал кто-то, — они атакуют!»
Отряд Аптона вышел из леса и сразу попал под мушкетный залп. Не останавливаясь, атакующие бросились вперёд, за минуту пересекли открытое пространство и кинулись на укрепления. Засека сломала их строй, затем они попали под второй залп, но не остановились, и завязался бой в укреплениях. Вторая волна атакующих прорвала линию и полки начали разворачиваться вправо и влево, расширяя прорыв. Оборона Северовирджинской армии была прорвана.
Войска захватили укреплённую линию на участке, где стояла бригада Джорджа Долса. Вторую линию траншей занимала бригада Джуниуса Дэниела. Её левый фланг остался на позиции, но правый фланг Дэниел по какой-то причине отвёл назад. В результате вторая линия траншей на участке прорыва оказалась пуста, зато положение бригады Дэниела не позволяло атакующим расширять прорыв вправо. В то же самое время бригада Гордона была снята с траншей резервной линии (к югу от прорыва) и перемещена левее, к месту, где ожидалась атака, поэтому в момент прорыва две линии резервных траншей на участке наступления оказались не заняты пехотой.
Правее Долса находилась «Бригада Каменной Стены» под командованием Уокера, а на стыке бригад Долса и Дэниела стояла батарея «Richmond Howitzers» под командованием капитана Бенжамина Смита. Эта батарея успела сделать несколько картечных залпов, после чего ей было приказано прекратить огонь: часть бригады Долса попала в плен, включая самого Долса, и батарея не могла стрелять, чтобы не попасть по своим. 121-й Нью-Йоркский и 96-й Пенсильванский полки прорвались к батарее и быстро захватили её, взяв в плен почти всех артиллеристов. Они как можно скорее вывели из строя орудия, на случай, если южане сумеют их отбить.

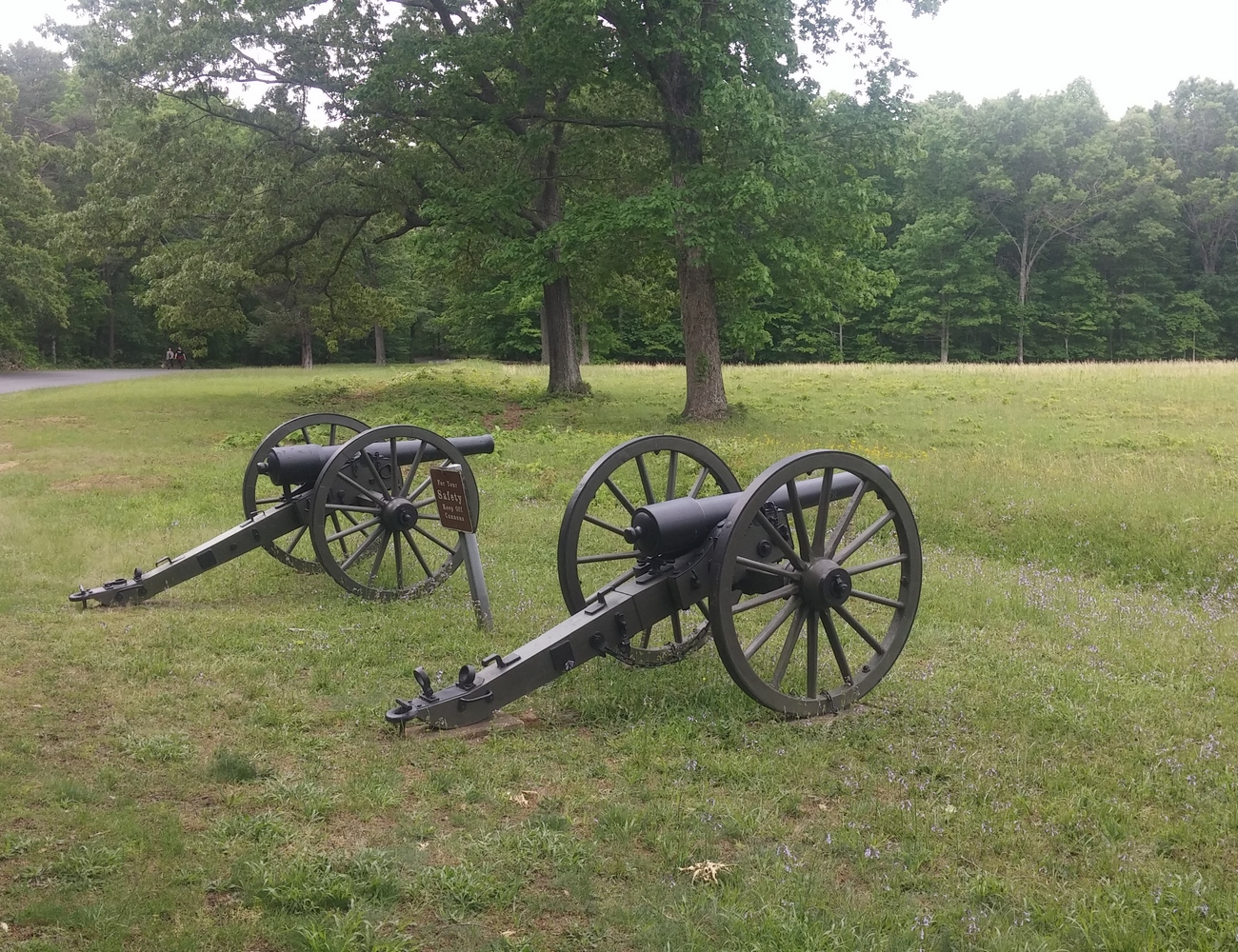
3-я батарея «Richmond Howitzers»

Аптон выполнил свою миссию — он прорвал укрепления противника и ждал наступления Мотта, ещё не зная, что его не будет. Между тем южане перешли к контратакам. Генерал Рамсер развернул в сторону Аптона правый фланг своей бригады. Уцелевшие артиллеристы Смита присоединились к соседней батарее Джонса. Сам Юэлл явился на позицию генерала Дэниела, крикнув рядовым 45-го Северокаролинского полка: «Не отступать, парни! Через пять минут у меня тут будет достаточно людей, чтобы сожрать любого из этих!» Он развернул фронтом на север бригаду Дэниела, присоединил к ней бригады Баттла и Рамсера и вскоре оттеснил 121-й Нью-Йоркский и 96-й Пенсильванский обратно к орудиям Смита. У орудий люди Аптона держались некоторое время. «Янки сражались тут с невиданным ранее отчаянием, — вспоминал потом солдат-южанин, — и дрались за орудия так, как будто они были их собственные».
Северокаролинская бригада Роберта Джонстона (из дивизии Гордона) стояла левее Рамсера, и её направили на участок прорыва. Прибыв на место, Джонстон встретил Юэлла. Тот был возбуждён и нетерпелив и требовал, чтоб Джонстон поторопил бригаду. «Атакуйте, генерал, чёрт возьми, атакуйте!», — сказал он. Рядом Джонстон заметил генерала Ли. Тот был совершенно спокоен, несмотря на свистящие вокруг снаряды. Один снаряд разорвался совсем рядом, а пуля задела его седло. «Мне казалось, что он может быть убит в любую минуту», — вспоминал очевидец. Когда бригада Джонстона строилась рядом с ним, то бригаде показалось, что он собирается лично возглавить контратаку. Солдаты пообещали отбить участок, но с условием, что Ли уйдёт в тыл. Ли подчинился.
Между тем федеральные 5-й Мэнский и 5-й Висконсинский полки наступали на север и уже опрокинули два полка «Бригады Каменной стены» — 2-й Вирджинский и 33-й Вирджинский. Генерал Уокер собрал остатки бригады, пытаясь отразить наступление, а 25-й Вирджинский пехотный полк под командованием полковника Джона Хиггинботама бросился в отчаянную атаку, в ходе которой командир полка погиб. Уокер отправил адъютанта Бартона за помощью к дивизии Джонсона. Бартон предложил развернуть бригаду Стюарта «кругом» и бросить её навстречу прорвавшемуся противнику. Джонсон сказал, что если бригаду снять с позиции, противник может атаковать пустые траншеи. «Нет, не может», — ответил Бартон, и, к его удивлению, Джонстон уступил. Бригада Стюарта отправилась к участку прорыва и присоединилась к людям Уокера.
Наступление Аптона начало захлёбываться. Под давлением бригад Юэлла федералы отступали назад к траншеям, а затем на их западную сторону. Северокаролинцы Дэниела отбили батарею Смита, артиллеристы развернули орудия, восстановили их боеспособность и открыли по отступающему противнику огонь картечью. При этом одно из орудий оказалось так плотно завалено телами павших, что его оказалось невозможно ввести в бой. Многие пленные южане во время этой контратаки легли на землю и после ухода федералов оказались свободны. В их числе был и генерал Долс.

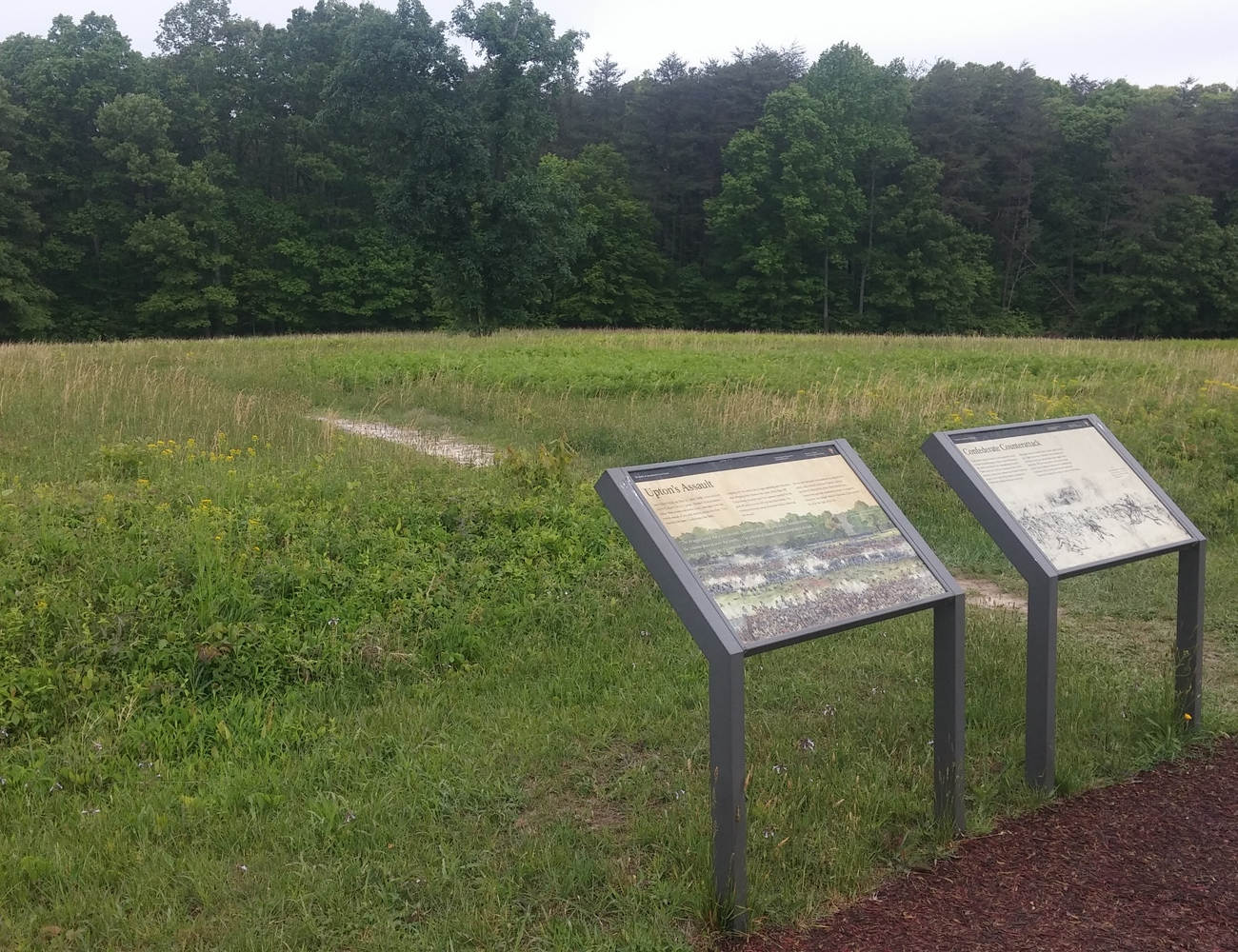
Участок атаки Аптона (2017)

Юэлл приказал Рамсеру довершить дело и отбросить противника от линии траншей в лес, но Рамсер не смог заставить бригаду атаковать. Аптон полагал, что его вермонтские полки ещё не введены в бой и могут быть использованы как резерв, но выяснилось, что они давно уже задействованы и что все его 12 полков смешались в одну массу — «как бы в одно подразделение под моим командованием», как вспоминал он после. Весь план Аптона базировался на том, что в прорыв будут введены дополнительные части, но атака Мотта была отбита, а генерал Райт не знал, как поступить. Он обратился за советом к Гранту, но тот сказал: «Бросьте туда ещё людей и держитесь!» Райт сумел отправить на помощь Аптону 65-й Нью-Йоркский полк, но не решился рисковать другими частями. Близилась темнота, а люди Аптона оставались на своей позиции в отрыве от основной линии федеральных войск. Аптон запросил у Рассела разрешения на отвод, и тот сразу же дал согласие.
Аптон приказал отступать, но вермонтские полки отказались. Лишь после нескольких повторений и личного приказа Райта они нехотя подчинились. «Многие солдаты рыдали, как девчонки, — вспоминал потом подполковник Пингри, — а другие, менее эмоциональные, срывали гнев за потерю всего, так отчаянно захваченного, рассылая бесконечные проклятия тем, кто это допустил». Атака Аптона завершилась в 19:30.

## Последствия
Аптон оценил свои потери примерно в 1000 человек. 49-й Пенсильванский полк потерял 246 человек из 474. 121-й Нью-Йоркский потерял 142 рядовых и 13 офицеров. Потери бригад Юэлла тоже были велики. Бригада Долса до сражения насчитывала 1567 человек, после — 550. Рядовой 32-го Северокаролинского полка утверждал, что полк потерял пленными 225 рядовых и 6 офицеров. По другим оценкам, Долс потерял 650 человек, из них 350 пленными. Уолтер Тейлор также оценивает потери в 650 человек. В рапорте Юэлла также названы 650 человек, но историки Дуглас Фриман и Дональд Пфанц полагают, что потери были выше (Хэмфрис писал, что рапорт Юэлла составлялся поздно и содержит неточности). Федеральный штаб зафиксировал пленными 913 рядовых и 37 офицеров. Поздние исследования показали, что Дэниел потерял примерно 400 человек, Долс около 600, батарея Смита — около 40, а остальные бригады 200—300. Потери Юэлла превысили потери Аптона на 200 или 300 человек.
Прорыв Аптона вызвал беспокойство генерала Ли. Он велел Юэллу принять меры для предотвращения таких прорывов — порекомендовал дивизии Роудса прорыть дополнительный ров и усилить линии заграждений. Реализовать эти распоряжения не удалось — в основном из-за опасной близости траншей противника.
Успех прорыва Аптона заинтересовал Гранта. Он решил повторить эксперимент с учётом ошибок. Но сделанные Грантом выводы были неверны. Он решил, что повторная атака будет успешна, если в ней будет задействовано больше людей. В результате 12 мая он бросил в бой вчетверо большие силы — 20 000 человек, но все в первой волне атаки, и преодоление укреплений сломало построение 20 000 солдат так же, как оно сломало порядки 5000. В армиях того времени не было специалистов, которые бы анализировали результаты боя и давали рекомендации командованию. Тактические решения принимались командирами на местах, которые, как правило, были слишком заняты другими делами и не имели времени на разработку теории.

### Повышение Аптона
Считается, что за эту атаку Аптон был повышен в звании до бригадного генерала в тот же день или на следующий, однако версии этого события противоречивы. Грант в своих мемуарах утверждал, что присвоил звание Аптону прямо на поле боя (хотя такое право было ему дано только через 6 дней).

Перед отъездом из Вашингтона я был уполномочен повышать в чине офицеров на поле боя за выдающиеся проявления храбрости. На основании этого права я присвоил звание бригадного генерала Аптону прямо на месте, и это было утверждено президентом.
Оригинальный текст (англ.)– Before leaving Washington I had been authorized to promote officers on the field for special acts of gallantry. By this authority I conferred the rank of brigadier-general upon Upton on the spot, and this act confirmed by the President.
— Ulysses S. Grant, Personal Memoirs of U.S. Grant, Volume II,  New York: Charles L. Webster & Co., 1885 С. 224—225

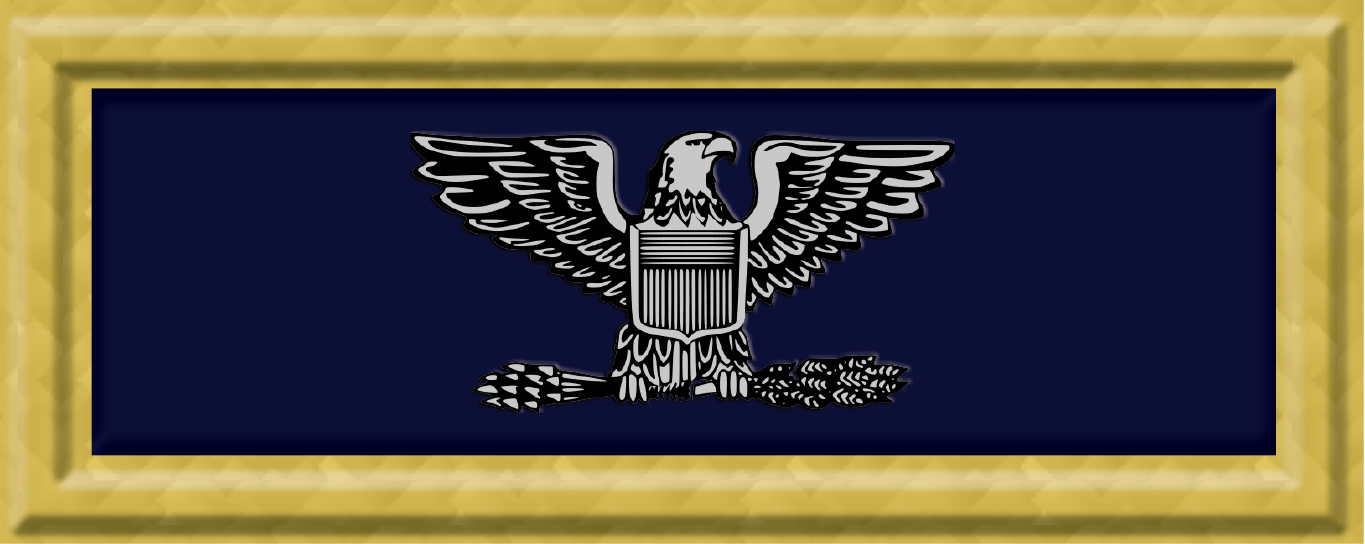
Нашивка полковника, которую носил Аптон до повышения

Однако Айзек Бест в истории 121-го Нью-Йоркского полка пересказывает слова Мартина Макмэна, который утверждал, что прямо после атаки взял с собой генеральские нашивки, пришёл к генералу Райту и напомнил ему про обещание присвоить Аптону звание в случае, если он возьмёт укрепления. С разрешения Райта он запросил у Мида телеграфом разрешения повысить Аптона, тот согласился и в свою очередь запросил согласия президента. Утром Макмэн встретил Аптона, достал из кармана нашивки и вручил их Аптону. «Он срезал своих орлов (нашивки полковника), и мы пристроили нашивки на его плечи, и он отправился к своему отряду…».
Но и эта версия некоторыми исследователями ставится под сомнение. Не сохранилось никаких официальных упоминаний этого повышения, а сам Макмэн ещё 18 мая обращался к Антону, употребляя звание «полковник». Согласно документам, только 13 мая Мид запросил у Сената разрешения на присвоение звания нескольким офицерам, а Грант подписал этот запрос. 16 мая Сенат подписал номинацию Аптона в формулировке: «For gallant and distinguished services in the eight days battles in the old Wilderness and at Spottsylvania Court House, Va.», не упоминая его атаку. И повышение было датировано задним числом от 12 мая, а не от дня атаки, 10 мая. Сам Аптон узнал о повышении только 1 июня из газет. И только 1 июля все формальности были завершены.

### Вопрос ответственности

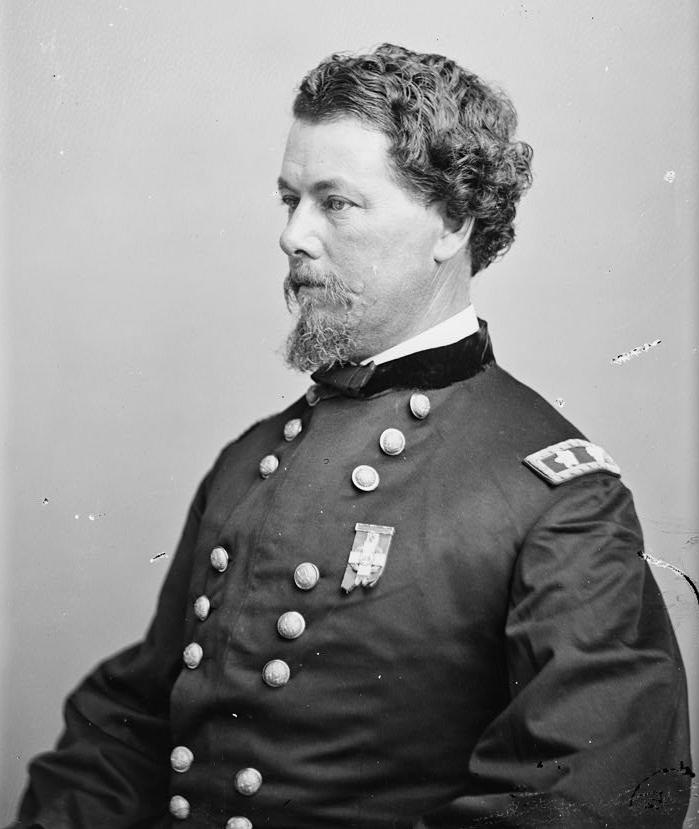
Командир VI корпуса после смерти Седжвика, Горацио Райт

И Аптон, и его подчинённые полагали, что атакующие полностью выполнили свою задачу (complete success, по словам Аптона), а наступление не удалось из-за того, что не подошли подкрепления. Командование обвинило в неудаче Мотта и его дивизию.
Грант писал в мемуарах:

На левом фланге успех был очевиден, но все преимущества были упущены из-за слабых действий Мотта. Аптон с атакующей колонной прорвался вперёд и перешёл линию укреплений. Развернувшись вправо и влево, он захватил несколько орудий и сотни пленных. Мотту было приказано поддержать его, но он полностью провалил это задание…
Оригинальный текст (англ.)– To the left our success was decided, but the advantage was lost by the feeble action of Mott.  Upton with his assaulting party pushed forward and crossed the enemy's intrenchments.  Turning to the right and left he captured several guns and some hundreds of prisoners. Mott was ordered to his assistance but failed utterly..
— Ulysses S. Grant, Personal Memoirs of U.S. Grant, Volume II,  New York: Charles L. Webster & Co., 1885 PP. 224—225
Лиман впоследствии писал, что армия была бы только сильнее, если бы в ней не было дивизии Мотта. В то же время некоторые современники считали, что за неудачу ответственен Райт. «Не один раз в ту ночь я слышал восклицания, что всего этого не случилось бы, если бы „дядюшка Джон“ не был убит» (Имеется в виду прежний корпусной командир Джон Седжвик).
Версия вины Мотта и его дивизии укоренилась в литературе. Она присутствует и в русскоязычной книге К. Маля «Гражданская война в США. 1861—1865», где атака Мотта показана как происходящая после атаки Аптона: «Роль прикрытия и поддержки Аптона слева была отведена 4-й дивизии 2-го армейского корпуса под командованием генерала Мотта, но этот выбор был неудачен. … Дивизия не успела даже развернуться, когда 22 орудия южан, установленные в Подкове, выплюнули в неё свою железную начинку. Этого оказалось достаточно, чтобы горе-вояки Мотта окончательно утратили боеспособность. Словно подчиняясь приказу невидимого командира, они все сразу совершили поворот кругом и бросились искать убежище в ближайшем лесу».
Грант поставил Мотта перед выбором: быть пониженным до бригадного командира или покинуть армию. Мотт с неохотой согласился на понижение. Уже в июне он вернулся к дивизионному командованию и хорошо проявил себя во время осады Петерсберга.
История обошлась с Моттом несправедливо, писал Гордон Реа. Ему поручили невыполнимое задание, выделили ему недостаточные силы и послали в бой в неправильное время. Его неудача ничем принципиально не отличалась от неудач других дивизий в тот день. Что более важно, его дивизию поместили в неправильном месте: для развития успеха Аптона дивизия Мотта должна была стоять как можно ближе или даже позади Аптона. И именно Грант, Мид и Райт виноваты в том, что изменили время атаки, не убедившись, что эта информация получена всеми командирами.
Историк Эрл Гесс также полагает, что Мотт не справился с заданием ввиду недостаточности ресурсов, неграмотного руководства сверху и потому, что находился слишком далеко от Аптона, чтобы его поддержать.

### Влияние
Некоторые военные историки называют атаку Аптона самым значительным событием Оверлендской кампании с точки зрения влияния на американскую военную теорию. Аптон решился отойти от линейной тактики, перейдя к тактике штурмовых колонн. Именно такая тактика стала развиваться в годы Второй мировой войны. Сам Аптон с 1870 по 1875 год преподавал в Вест-Пойнте пехотную тактику и издал несколько книг по этой теме. Его книга «The military policy of the United States» считается одной из самых влиятельных книг XX века по военному делу. В 1867 году теории Аптона были официально приняты в американских вооружённых силах (в регулярной армии и в Национальной Гвардии) и изданы в книге «A New System of Infantry Tactics». Последователем школы Антона считается известный военный теоретик США, Артур Л. Вагнер. С другой стороны, военный историк Джон Мэйхон пишет, что тактика пехотных колонн была известна в Америке и ранее, хотя почти не применялась на практике. Не говоря лично об Аптоне, он, однако, замечает, что в ходе Оверлендской кампании эта тактика стала применяться особенно часто.

### Увековечение памяти
Участок атаки Аптона в настоящее время является частью национального парка Fredericksburg and Spotsylvania National Military Park. Фермерская дорога, по которой наступал отряд Аптона, превращена в пешеходную тропу и снабжена информационными маркерами. На месте батареи Смита установлены два мемориальных орудия. В мае 1994 года, к 130-й годовщине сражения, на краю леса, из которого вышел отряд Аптона, был установлен каменный обелиск. На одной стороне изображено построение федерального отряда, на другой — позиции обороняющихся бригад. Обелиск установлен потомками участников этого боя с обеих сторон.